# Joseph Meisl
Joseph Meisl, auch Josef Meisl, (geboren 30. Mai 1882 in Brünn, Österreich-Ungarn; gestorben 4. März 1958 in Jerusalem) war ein deutsch-israelischer Archivar und Historiker.

## Leben
Joseph Meisl studierte Jura und wurde promoviert. Meisl wurde 1908 Sekretär der Jüdischen Gemeinde Berlin und leitete ab 1931 die Gemeindebibliothek „Zion“. Meisl war seit 1922 mit Simon Dubnow befreundet, dem er bei seinem Umzug nach Berlin half und für den er 1930 eine Festschrift organisierte. Nach der Machtübergabe an die Nationalsozialisten 1933 emigrierte Meisl 1934 nach Palästina. In Jerusalem verfolgte er den Plan, alle verfügbaren archivalischen Materialien zur Geschichte der Juden im Original oder in Abschrift oder Fotokopie zu retten. Er wurde dabei von Ben-Zion Dinur unterstützt. 1947 wurde, zunächst im Keller der National- und Universitätsbibliothek auf dem Skopusberg, das Zentralarchiv für die Geschichte der Juden eröffnet, das dann in den Westteil der Stadt umzog und das Meisl bis 1957 leitete. Das von Meisl bearbeitete Protokollbuch der jüdischen Gemeinde Berlin konnte erst mit dreißigjähriger Verspätung und postum erscheinen.

## Schriften (Auswahl)

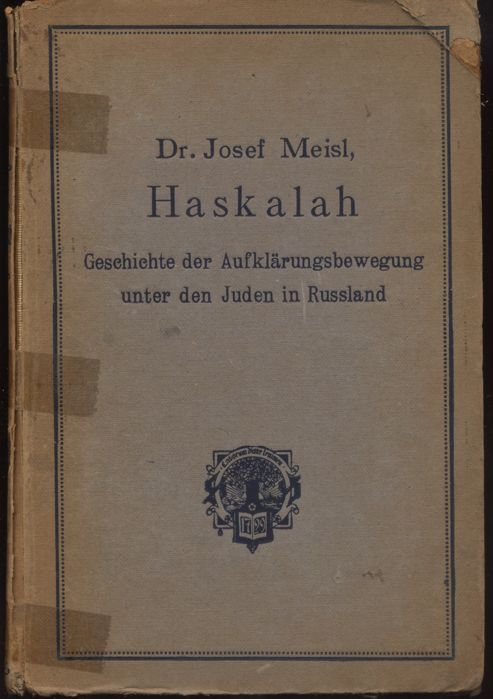
Haskalah (1919)

- Die Juden im Zartum Polen. Ein geschichtlicher Überblick. Bonn: Marcus & Weber, 1916 (Digitalisat)
- Heinrich Graetz: eine Würdigung des Historikers und Juden; zu seinem 100. Geburtstage 31. Oktober 1917 (21. Gheschwan). Berlin: Lamm, 1917
- Haskalah : Geschichte der Aufklärungsbewegung unter den Juden in Russland. Berlin: Schwetschke, 1919
- Geschichte der Juden in Polen und Rußland. 3 Bände. Berlin: Schwetschke, 1921
- Ismar Elbogen, Josef Meisl, Mark Wischnitzer (Hrsg.): Festschrift zu Simon Dubnows siebzigstem Geburtstag (2. Tischri 5691). Berlin : Jüdischer Verlag, 1930
- Protokollbuch der jüdischen Gemeinde Berlin : (1723–1854). Hrsg. mit Einl., Anm. und Reg. von Josef Meisl. Red. von Shaul Esh, unter Mitwirkung von Georg Herlitz. Jerusalem: Mass, 1962. Einleitung deutsch. Text hebräisch.
- Der „Hillelist“: Lazar Markovič Zamenhof (1859–1917) und die Judenfrage. Bad Bellingen: Ed. Iltis, 2013 (Esperanto) ISBN 978-3-943341-05-8